# Vredeszaal
Een vredeszaal is een zaal gewijd aan de vrede.
Voorbeelden van bekende vredeszalen zijn die in de stadhuizen van Münster en Osnabrück, in welke zalen in 1648 de Vrede van Westfalen werd uitonderhandeld en ondertekend. Ook bekend zijn de vredeszaal in het stadhuis van Aken, waar aanvankelijk de onderhandelingen zouden worden gevoerd die moesten leiden tot de Vrede van Aken (1748), de Vredeszaal in het Kasteel van Versailles, zo genoemd vanwege een schilderij boven de haard met een voorstelling van Lodewijk XIV die vrede aan Europa brengt, en de Vredeszaal van Paleis Huis ten Bosch, waar in 1899 de door tsaar Nicolaas II bijeengeroepen eerste vredesconferentie plaatsvond.